# Wisselsröder Küppel
Der Wisselsröder Küppel (umgangssprachlich nur Küppel) ist ein 402,6 m ü. NHN hoher Berg des Fuldaer Beckens. Er ist seit 1938 als Naturdenkmal ausgewiesen. Er liegt bei Wisselsrod in der Gemeinde Dipperz im hessischen Landkreis Fulda.

## Geographie

### Lage
Der Wisselsröder Küppel erhebt sich im äußeren Westen des Biosphärenreservats Rhön. Sein Gipfel liegt rund 720 m westlich von Wisselsrod, einem Ortsteil der Gemeinde Dipperz, sowie 1,4 km nordnordöstlich von Dirlos und 1,2 km südöstlich von Wissels, zwei Ortsteilen von Künzell. In Richtung Süden fällt die Landschaft zur Haune ab. Zu den Nachbarerhebungen gehören der Fulder Berg (ca. 425 m) im Süden und der Dassener Berg (436,8 m) im Südsüdwesten, die beide nahe Dassen liegen. In östlicher Nachbarschaft liegt der Naturpark Hessische Rhön.

### Naturräumliche Zuordnung
Der Wisselsröder Küppel gehört in der naturräumlichen Haupteinheitengruppe Osthessisches Bergland (Nr. 35) und in der Haupteinheit Fuldaer Senke (352) zur Untereinheit Fuldaer Becken (352.1). Insbesondere nach Osten leitet die Landschaft in die Untereinheit Westliches Rhönvorland (353.1) über, die zur Haupteinheit Vorder- und Kuppenrhön (mit Landrücken) (353) zählt.

## Bergbeschreibung

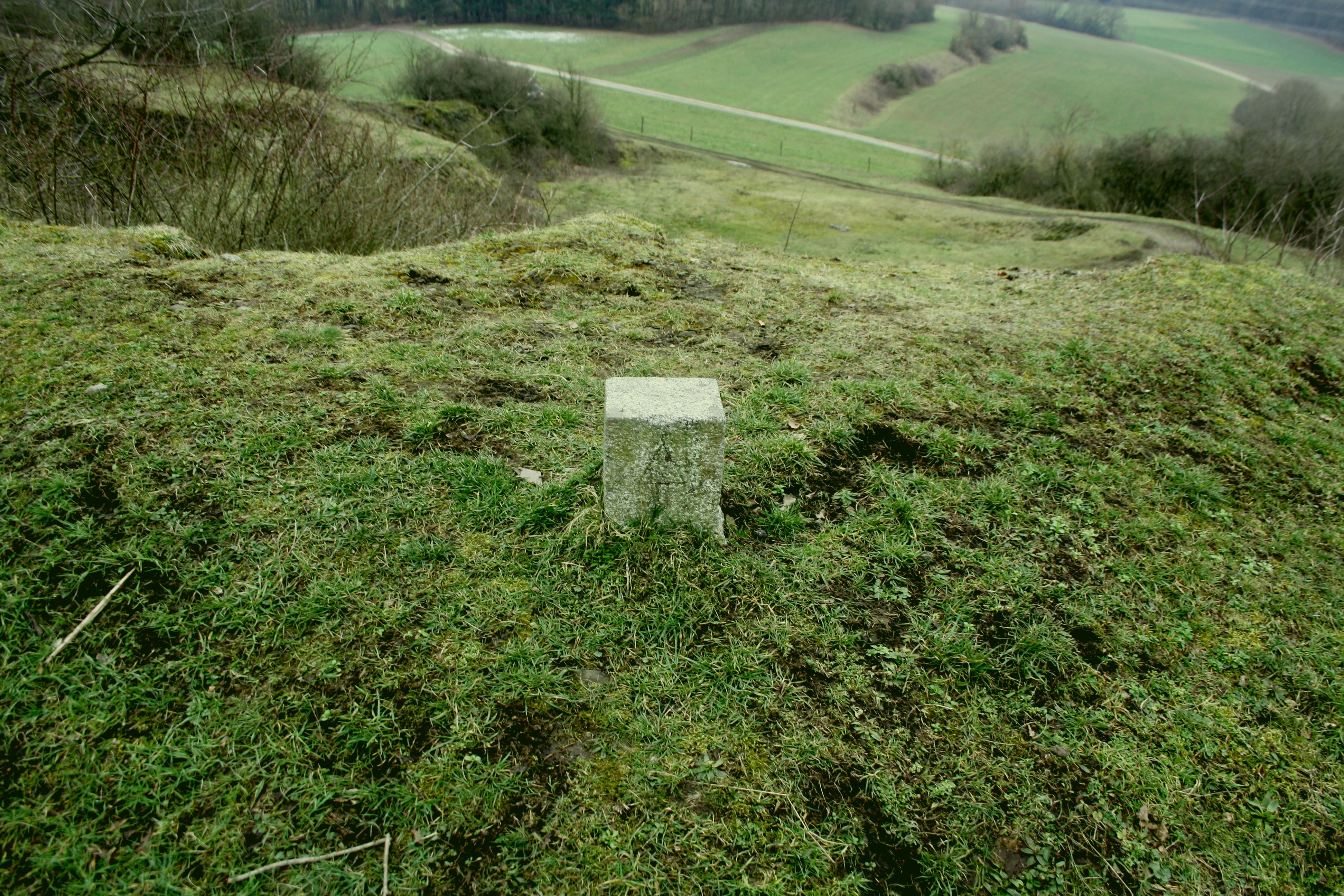
Trigonometrischer Punkt auf dem Wisselsröder Küppel

Der Wisselsröder Küppel ist die nördliche und höhere Erhebung von zwei erloschener Vulkanen aus Phonolithgestein. Ein Teil des Berges auf der südlichen Seite wurde mit der Nutzung als Basalt-Steinbruch abgetragen, was heute noch deutlich sichtbar ist. Steilere Stellen sind verbuscht. Wo es möglich ist, besteht der Berg aus Grünland, welches beweidet wird.

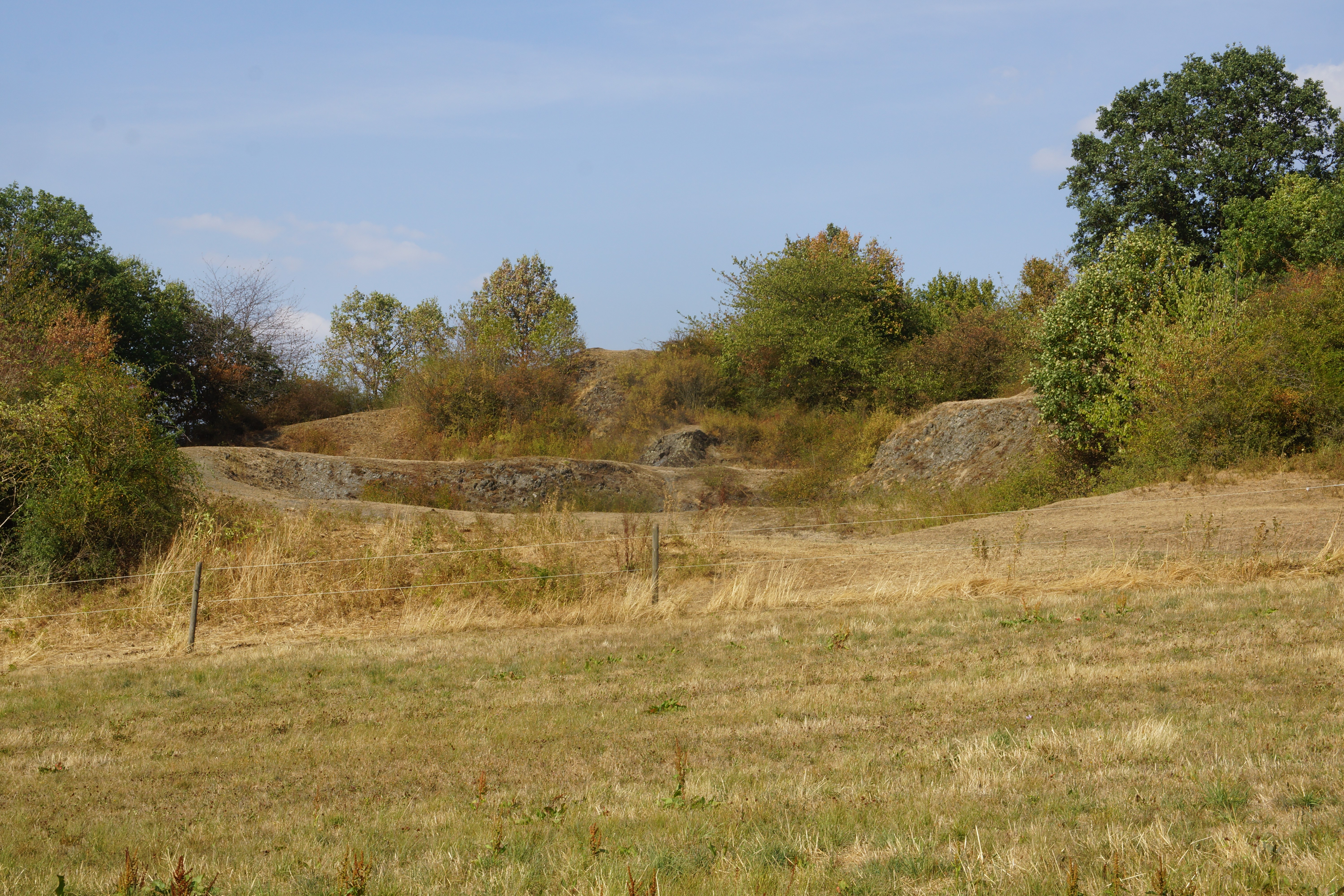
Der ehemalige Steinbruch

Der stark verfallene ehemalige Steinbruch war mit einem Längsdurchmesser von fünfzig Metern auf drei Ebenen angelegt. Das heute noch anstehende Gestein, besonders an seiner nördlichen und östlichen Seite, ist stark angewittert. Zu sehen ist eine säulige Entwicklung. Die nur wenige Dezimeter dicken Basaltsäulen zeigen auf der Nordseite in nördliche, auf der Ostseite in südöstliche und auf der Westseite in nordwestliche Richtungen. Sie passen damit zu der Erstarrung einer Schmelze als Füllung eines Schlots. Der Schlot wurde als phreatomagmatische Explosion in einer oder mehreren Eruptionen aus dem oberen Buntsandstein gesprengt. an der Südostseite des Steinbruchs befinden sich noch entsprechende Vulkansedimente (Klastite). In dieser Ecke ist der Basanit auch besonders reich an Fremdgesteins-Einschlüssen. Klar zu erkennen ist darunter noch ein stark verwitterter Lherzolith.
Auf seinem Gipfel befindet sich ein Trigonometrischer Punkt.

## Geschichte
Erstmals erwähnt wurde der Wisselsröder Küppel unter dem Namen Kuffihouc als Grenzpunkt in der Karlmann-Schenkung. 1928 wurde dem Fuldaer Landrat und dem Bürgermeister der damals selbstständigen Gemeinde Wisselsrod vom Regierungspräsidium des Regierungsbezirks Kassels mitgeteilt, das man die Erhebung als „hervorragendes Naturdenkmal“ unter Schutz stellen wolle, so „… dass der jeweilige Besitzer sich jeder Beschädigung des Küppels durch Entnahme von Bodenbestandteilen zu enthalten hat“. Da sich das Gelände schon damals in Gemeindebesitz befand, wäre eine komplette Unterschutzstellung an sich problemlos möglich gewesen. Dies scheiterte aber daran, dass für den Wegebau von der Gemeinde und den Anwohnern Basalt abgebaut wurde und diese sich das Recht dazu nicht nehmen lassen wollten. In die „Polizeiverordnung über das Naturschutzgebiet Wisselsröder Küppel“ wurde dann später auch ein Passus eingefügt, womit die Nutzung als Steinbruch für eine begrenzte Menge weiter möglich war.
Von dem Archäologen und Heimatforscher Joseph Vonderau wurde der Küppel 1930 begangen, und in seinem Bericht sprach er sich dafür aus, am südlichen Teil des Bergs die Nutzung weiter zuzulassen. Nach einer Anzeige über unzulässige Steinentnahme in erheblichem Umfang 1934, die zu keinerlei gerichtlichen Konsequenzen führte, wurde 1935 angeregt, den Steinbruch durch einen tiefen Graben für Fahrzeuge und Fuhrwerke unpassierbar zu machen.
1963 geriet der Steinbruch noch einmal in die regionalen Schlagzeilen, als der Rhönklub-Zweigverein Fulda sich in der Fuldaer Zeitung darüber empörte, das „Natürschänder“ den Berg zerstören, nachdem man bei einer Wanderung 10 m³ abholbereiten Schotter gesehen hatte. 1982 gab es von Seiten der Gemeinde Dipperz Überlegungen, den Steinbruch mit Bauschutt aufzufüllen und zu renaturieren. Diese wurden allerdings nicht umgesetzt.
Am Fuß der Erhebung wurde auf Anregung des damaligen Ortsvorstehers Alfred Seuring ein restauriertes steinernes Flurkreuz wiederaufgestellt, welches sich vorher auf einem verwilderten Grundstück bei dem nahen Lingeshof befand.
1993 wurde vom Wisselsröder „Kulturverein“ anlässlich der 900-Jahr-Feier des Ortes im Steinbruch ein Theaterstück aufgeführt.
Alljährlich am Sonntag nach Fastnacht wird am Küppel vom Kulturverein das Rhöner Brauchtum des Hutzelfeuers gepflegt.

## Schutzstatus als Biotop

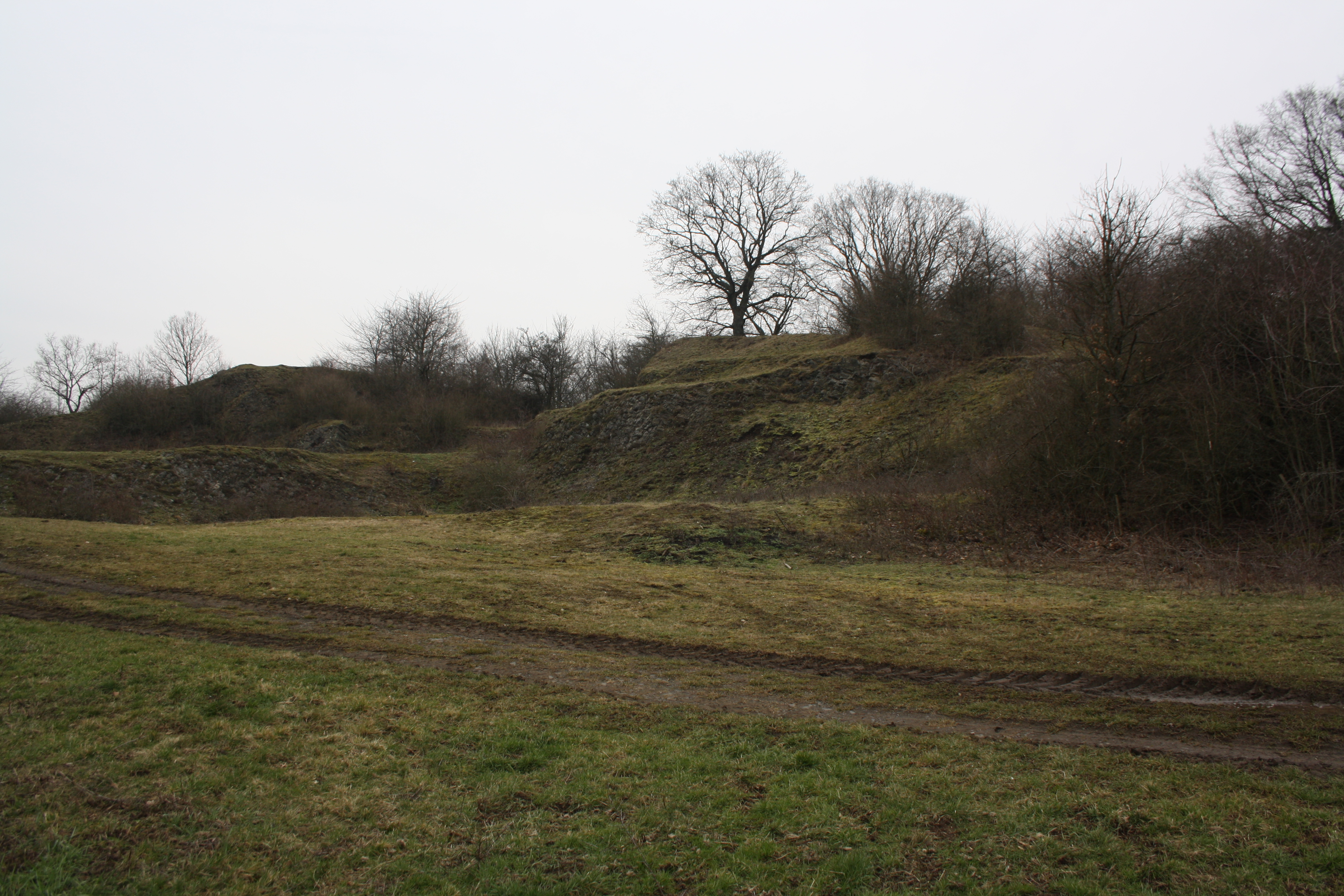
Der ehemalige Steinbruch

Letztmals im Rahmen des Biotopschutzes erfasst wurde der Wisselsröder Küppel 1994. Er findet sich auf der topografischen Karte Fulda (Nr. 5424; M = 1:25.000). Der Gipfelregion mit ihren Abhängen wurde als Therophytenflur mit der Biotopnummer 93 vollständig unter Schutz gestellt (Schlüsselnummer 5424B0093). Westlich wird dieses Schutzgebiet eingerahmt vom Gebiet mit der Biotopnummer 90, welches als Gehölz trockener und frischer Standorte vollständig unter Schutz steht (Schlüsselnummer 5424B0090).

## Verkehr und Wandern
In Wisselsrod trifft auf die Landesstraße 3258 die Kreisstraße 51. Von letzterer zweigt der Küppelweg ab, in dessen Fortsetzung, vorbei an der Kulturscheune, die Erhebung über einen anfangs asphaltierten Feldweg erreichbar ist. Da der Berg im Sommer komplett beweidet wird, ist eine Begehung nicht immer möglich. Da er nicht wesentlich höher wie die benachbarte Landschaft ist, bietet er keine besonders gute Fernsicht.